# Antocha spinifer
Antocha spinifer är en tvåvingeart som beskrevs av Alexander 1919. Antocha spinifer ingår i släktet Antocha och familjen småharkrankar. Inga underarter finns listade i Catalogue of Life.